# Annals of Human Biology
Annals of Human Biology is een internationaal, aan collegiale toetsing onderworpen wetenschappelijk tijdschrift op het gebied van de biologie, volksgezondheid en de arbeidsgeneeskunde.
De naam wordt in literatuurverwijzingen meestal afgekort tot Ann. Hum. Biol.
Het wordt uitgegeven door Informa Healthcare namens de Society for the Study of Human Biology en verschijnt tweemaandelijks.
Het tijdschrift is gespecialiseerd in overzichtsartikelen, maar heeft desondanks geen bijzonder hoge impactfactor.